# سفارة جمهورية الدومينيكان في المملكة المتحدة
سفارة جمهورية الدومينيكان في المملكة المتحدة هي أرفع تمثيل دبلوماسي لدولة جمهورية الدومينيكان لدى المملكة المتحدة. تقع السفارة في لندن وهي تهدف لتعزيز المصالح الدومينيكانية في المملكة المتحدة.

## وصلات خارجية
- قائمة سفارات جمهورية الدومينيكان
- قائمة السفارات في المملكة المتحدة